# Duosperma fanshawei
Duosperma fanshawei là một loài thực vật có hoa trong họ Ô rô. Loài này được Brummitt mô tả khoa học đầu tiên năm 1974.